# Fromelennes
Fromelennes est une commune française située dans le département des Ardennes, en région Grand Est.
Ses habitants sont appelés les Fromelennois.

## Géographie
| Rancennes | Givet          | Beauraing (be) |
| Charnois  | Fromelennes    | Beauraing (be) |
| Charnois  | Beauraing (be) | Beauraing (be) |

### Hydrographie
La commune est dans le bassin versant de la Meuse au sein du bassin Rhin-Meuse. Elle est drainée par la Houille, le ruisseau d'Olenne, le ruisseau des Hamions, le ruisseau des Pres du Mont, le ruisseau du Fond des Veaux et le ruisseau de Scheloupe,.
L'Houille, d'une longueur de 16 km, prend sa source dans la commune de Hargnies et se jette  dans la Meuse à Givet, après avoir traversé six communes.

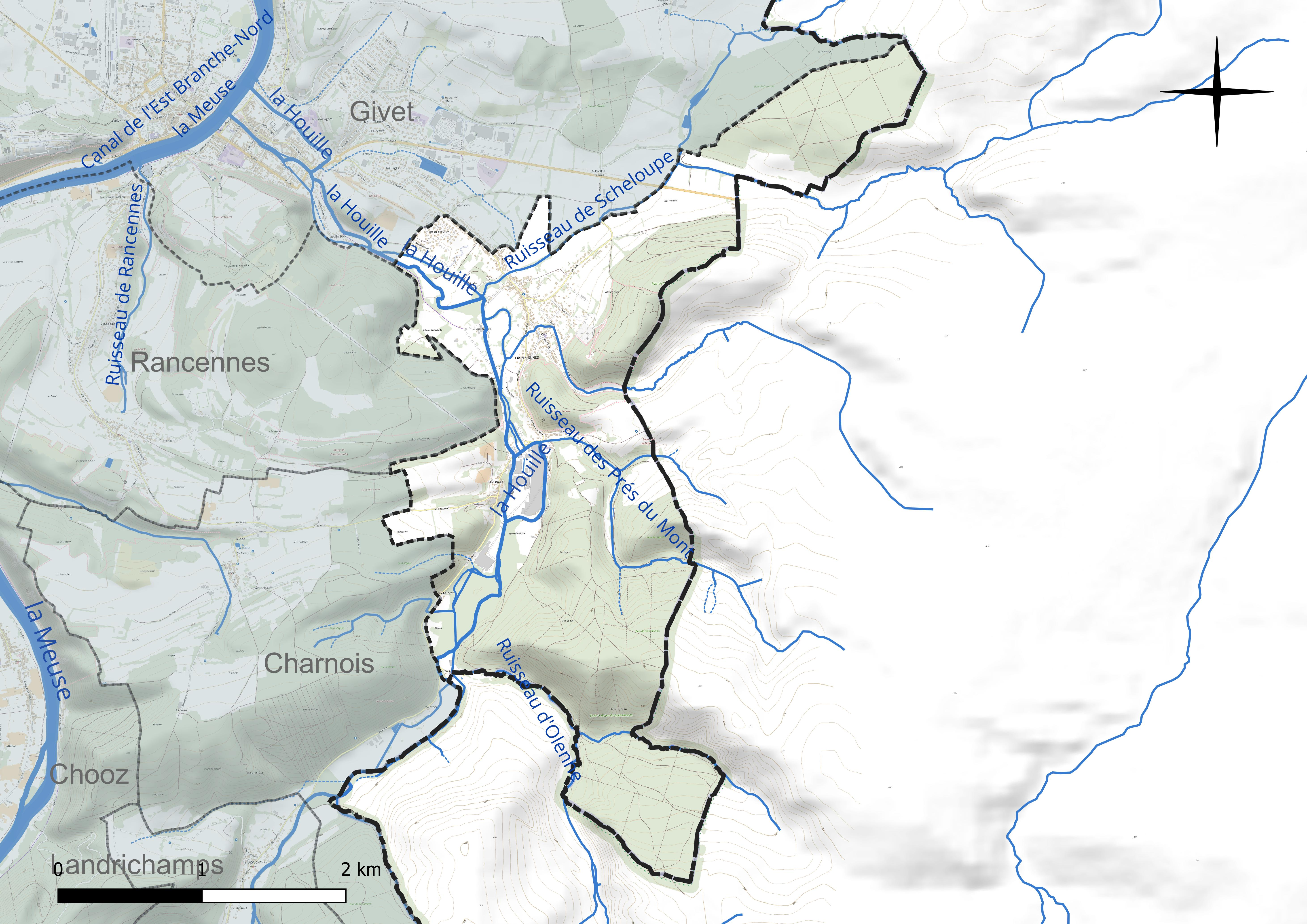
Réseau hydrographique de Fromelennes.

### Climat
Pour des articles plus généraux, voir Climat du Grand Est et Climat des Ardennes.
En 2010, le climat de la commune est de type climat de montagne, selon une étude du Centre national de la recherche scientifique s'appuyant sur une série de données couvrant la période 1971-2000. En 2020, Météo-France publie une typologie des climats de la France métropolitaine dans laquelle la commune est exposée à un climat océanique altéré et est dans la région climatique Lorraine, plateau de Langres, Morvan, caractérisée par un hiver rude (1,5 °C), des vents modérés et des brouillards fréquents en automne et hiver.
Pour la période 1971-2000, la température annuelle moyenne est de 10,2 °C, avec une amplitude thermique annuelle de 15,7 °C. Le cumul annuel moyen de précipitations est de 959 mm, avec 13,8 jours de précipitations en janvier et 9,5 jours en juillet. Pour la période 1991-2020, la température moyenne annuelle observée sur la station météorologique de Météo-France la plus proche, « Rocroi », sur la commune de Rocroi à 33 km à vol d'oiseau, est de 9,5 °C et le cumul annuel moyen de précipitations est de 1 210,4 mm. 
La température maximale relevée sur cette station est de 37,6 °C, atteinte le 25 juillet 2019 ; la température minimale est de −14,7 °C, atteinte le 4 février 2012,,.
Les paramètres climatiques de la commune ont été estimés pour le milieu du siècle (2041-2070) selon différents scénarios d'émission de gaz à effet de serre à partir des nouvelles projections climatiques de référence DRIAS-2020. Ils sont consultables sur un site dédié publié par Météo-France en novembre 2022.

## Urbanisme

### Typologie
Au 1er janvier 2024, Fromelennes est catégorisée petite ville, selon la nouvelle grille communale de densité à 7 niveaux définie par l'Insee en 2022.
Elle appartient à l'unité urbaine de Givet, une agglomération intra-départementale dont elle est une commune de la banlieue,. Par ailleurs la commune fait partie de l'aire d'attraction de Givet, dont elle est une commune du pôle principal,. Cette aire, qui regroupe 11 communes, est catégorisée dans les aires de moins de 50 000 habitants,.

### Occupation des sols
L'occupation des sols de la commune, telle qu'elle ressort de la base de données européenne d’occupation biophysique des sols Corine Land Cover (CLC), est marquée par l'importance des forêts et milieux semi-naturels (60,3 % en 2018), en augmentation par rapport à 1990 (59 %). La répartition détaillée en 2018 est la suivante : 
forêts (60,3 %), prairies (19,8 %), zones agricoles hétérogènes (7,4 %), zones urbanisées (5,1 %), zones industrielles ou commerciales et réseaux de communication (5 %), terres arables (2,3 %). L'évolution de l’occupation des sols de la commune et de ses infrastructures peut être observée sur les différentes représentations cartographiques du territoire : la carte de Cassini (XVIIIe siècle), la carte d'état-major (1820-1866) et les cartes ou photos aériennes de l'IGN pour la période actuelle (1950 à aujourd'hui).

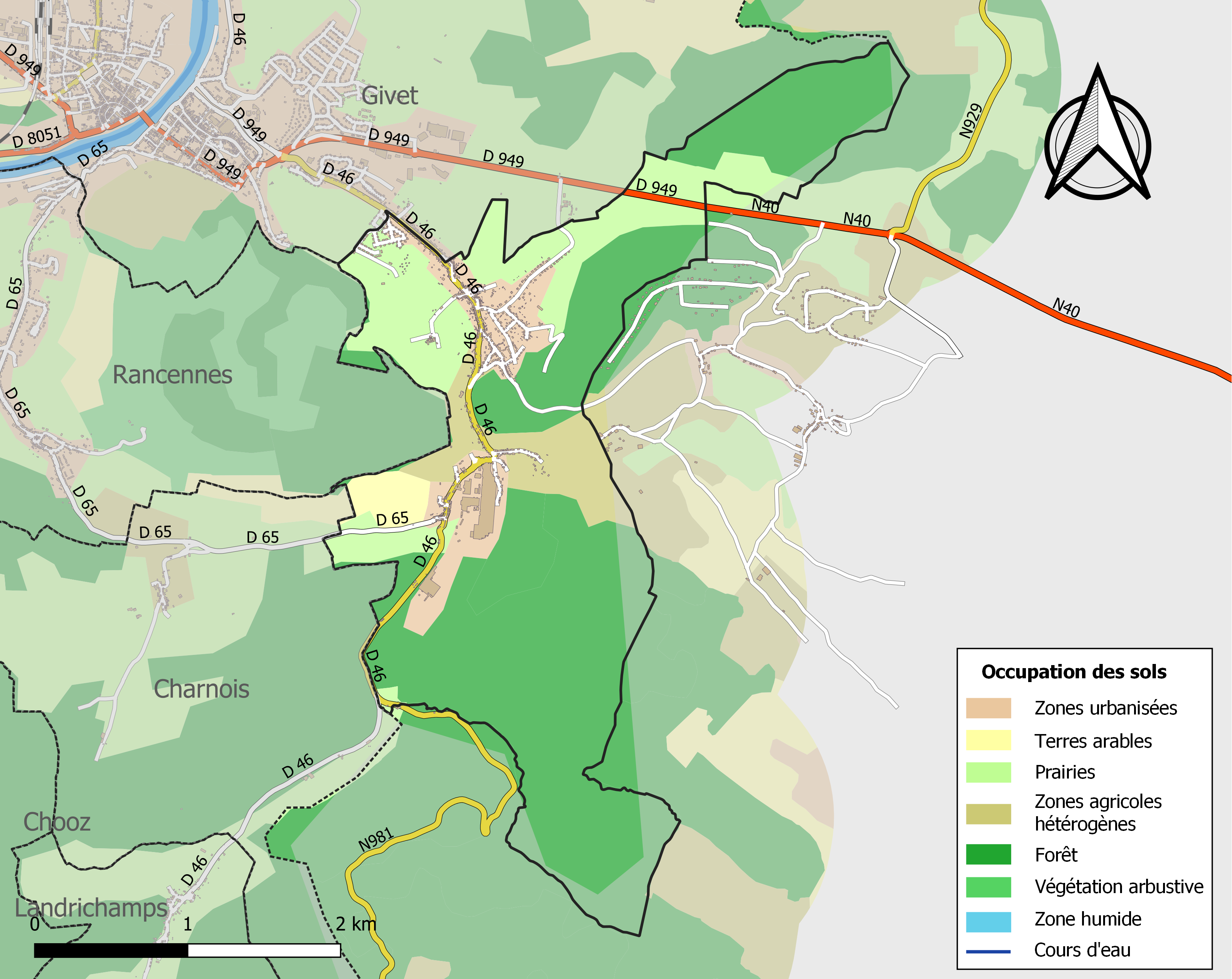
Carte des infrastructures et de l'occupation des sols de la commune en 2018 (CLC).

## Toponymie
Le nom de la localité est attesté sous les formes Frumenelium, Formelines, Fourmelaines, Fromelaines, Fremelle...

## Histoire

### L’abbaye de Félipré
À quelque pas de la frontière belge, au sud de la route de Givet à Beauraing, on aperçoit les anciens bâtiments de l’abbaye de Félipré — ou Félixpré — fondée en 1246 par Agnès de Chiny, dame d’Agimont.  A cette époque, les abbés d’Aulne (Thuin, Belgique) et de Grand-Pré (Faulx-les-Tombes, Belgique) effectuent une inspection de cette abbaye de moniales, qui sera supprimée à la Révolution française.
Durant une courte période — de 1464 à 1466 — cette communauté est déplacée à Rochefort et remplacée à Fromelennes par des moines venant probablement du Jardinet (Walcourt), qui seront ensuite à l’origine de l’abbaye Saint-Rémy de Rochefort, en tant qu’abbaye d’hommes.
Une abbesse : Anne-Marie de Ratky, élue le 14 décembre 1761 et † le 24 avril 1774; elle était la fille de Georges de Ratky, propriétaire d’un régiment de hussards, seigneur de Jamagne (Philippeville) par sa femme, mort au siège de Prague en 1742 (tombe dans l’église de Philippeville).
Après la révolution, la commune de Fromelennes réclame le territoire de Félipré comme lui appartenant, malgré son droit, ses prétentions sont repoussées. Aujourd'hui Félipré n'est qu'un écart de Givet.

### XIXe et XXe siècle
Le XIXe siècle voit l'industrialisation de la vallée forestière de la Houille, qui se spécialise dans l'industrie du cuivre. En 1806, Gédéon de Contamine fonde la manufacture de cuivre Contamine de Fromelennes, la première dans la commune et la deuxième dans la vallée après la manufacture Jacquier de Rosée de Landrichamps.
En 1817, une activité de production de cuivre commence dans l'ancien moulin à farine de Flohimont. Le site développe ensuite jusqu'à devenir un important centre de production. L'usine Tréfimétaux emploie 1200 salariés dans les années 1960.
L'industrie du cuivre est à l'origine de l'essor démographique de la commune de Fromelennes au XIXe siècle : sa population passe de 234 habitants en 1801, à 714 habitants en 1851, et 1285 habitants en 1901.

## Politique et administration

### Liste des maires
| Période                                  | Période                   | Identité                                       | Étiquette | Qualité |
| ---------------------------------------- | ------------------------- | ---------------------------------------------- | --------- | ------- |
|                                          | 1876                      | Thiry                                          |           |         |
| 1877                                     |                           | Binet                                          |           |         |
| juin 1995                                | octobre 2007              | Bernard Saiselet (décédé en 2007)              | PCF       |         |
| octobre 2007                             | En cours (au 25 mai 2020) | Pascal Gillaux, Réélu pour le mandat 2020-2026 | UMP-LR    |         |
| Les données manquantes sont à compléter. |                           |                                                |           |         |

Fromelennes a adhéré à la charte du parc naturel régional des Ardennes, à sa création en décembre 2011.

## Démographie
L'évolution du nombre d'habitants est connue à travers les recensements de la population effectués dans la commune depuis 1793. Pour les communes de moins de 10 000 habitants, une enquête de recensement portant sur toute la population est réalisée tous les cinq ans, les populations de référence des années intermédiaires étant quant à elles estimées par interpolation ou extrapolation. Pour la commune, le premier recensement exhaustif entrant dans le cadre du nouveau dispositif a été réalisé en 2005.

En 2022, la commune comptait 1 038 habitants, en évolution de −0,57 % par rapport à 2016 (Ardennes : −2,97 %, France hors Mayotte : +2,11 %).
| 1793 | 1800 | 1806 | 1821 | 1831 | 1836 | 1841 | 1846 | 1851 |
| ---- | ---- | ---- | ---- | ---- | ---- | ---- | ---- | ---- |
| 319  | 234  | 288  | 335  | 361  | 506  | 541  | 627  | 714  |

| 1866 | 1872 | 1876 | 1881 | 1886  | 1891  | 1896  | 1901  | 1906  |
| ---- | ---- | ---- | ---- | ----- | ----- | ----- | ----- | ----- |
| 902  | 938  | 878  | 945  | 1 108 | 1 191 | 1 248 | 1 285 | 1 203 |

| 1911  | 1921  | 1926  | 1931  | 1936  | 1946  | 1954  | 1962  | 1968  |
| ----- | ----- | ----- | ----- | ----- | ----- | ----- | ----- | ----- |
| 1 238 | 1 128 | 1 378 | 1 295 | 1 240 | 1 039 | 1 224 | 1 258 | 1 440 |

| 1975  | 1982  | 1990  | 1999  | 2005  | 2006  | 2010  | 2015  | 2020  |
| ----- | ----- | ----- | ----- | ----- | ----- | ----- | ----- | ----- |
| 1 452 | 1 365 | 1 241 | 1 142 | 1 075 | 1 069 | 1 065 | 1 005 | 1 046 |

| 2022  | - | - | - | - | - | - | - | - |
| ----- | - | - | - | - | - | - | - | - |
| 1 038 | - | - | - | - | - | - | - | - |

## Culture locale et patrimoine

### Lieux et monuments
- Grotte de Nichet
- Réserve naturelle nationale de la pointe de Givet
- Église Saint-Laurent de Fromelennes.
- Chapelle Sainte-Marguerite de Flohimont.

### Langue locale
Fromelennes fait partie du domaine wallon de France. Le lexicographe Jules Waslet (wa), qui a consacré un ouvrage au dialecte givetois, considère que le wallon de Fromelennes est un sous-dialecte d'ayi (appelé ainsi d'après la manière d’exprimer l’adverbe d’affirmation oui). Ce sous-dialecte présente certaines analogies avec le wallon namurois. Il se rencontre aussi dans les localités proches de Charnois, Chooz, Givet (qui a donné son nom à ce parler), Landrichamps et Rancennes.

### Personnalités liées à la commune
- Gédéon de Contamine (1764-1832), militaire et un industriel français, fondateur des usines de cuivre et de laiton.
- Jules Linard

### Héraldique
| Armes de Fromelennes | Les armes de Fromelennes se blasonnent ainsi : D’argent à la fasce de cinq fusées accolées de sable, au chef de gueules chargé de trois annelets d’or. |